# タイガ (市)
タイガ（ロシア語：Тайга）は、ロシア連邦・ケメロヴォ州の都市。ケメロヴォから北西118Kmに位置する。
タイガ市にはシベリア鉄道のタイガ駅があり、そこからかつてのシベリア最大の都市・トムスクへのトムスク支線（ロシア語版）が延びている。
タイガはシベリア鉄道の建設のために19世紀の終わりにつくられ、当初Tomsk-Tayozhnyと呼ばれていた。駅は、1898年に開設された。1925年に、タイガは市に昇格した。